# Sverige i olympiska vinterspelen 1976
Sverige i olympiska vinterspelen 1976.

## Svenska medaljörer

### Skidor, alpina grenar

#### Herrar
- Storslalom
  - Ingemar Stenmark, brons

### Skidor, nordiska grenar

#### Herrar
- 50 km 
  - Benny Södergren, brons

## OS-uttagna
- Ingemar Stenmark, alpin
- Benny Södergren, skidor
- Agneta Lindskog, rodel